# Bluetooth

Emblema Bluetooth

Bluetooth este un set de specificații (un standard) pentru o rețea personală (engleză: personal area network, PAN) fără fir (wireless), bazată pe unde radio. Bluetooth mai este cunoscut ca și standardul IEEE 802.15.1. Prin tehnologia Bluetooth se elimină firele și cablurile dintre dispozitivele staționare și mobile, facilitează atât comunicațiile de date cât și pe cele vocale și oferă posibilitatea implementării unor rețele ad-hoc și a sincronizării între diverse dispozitive.

Hagall

Bjarkan

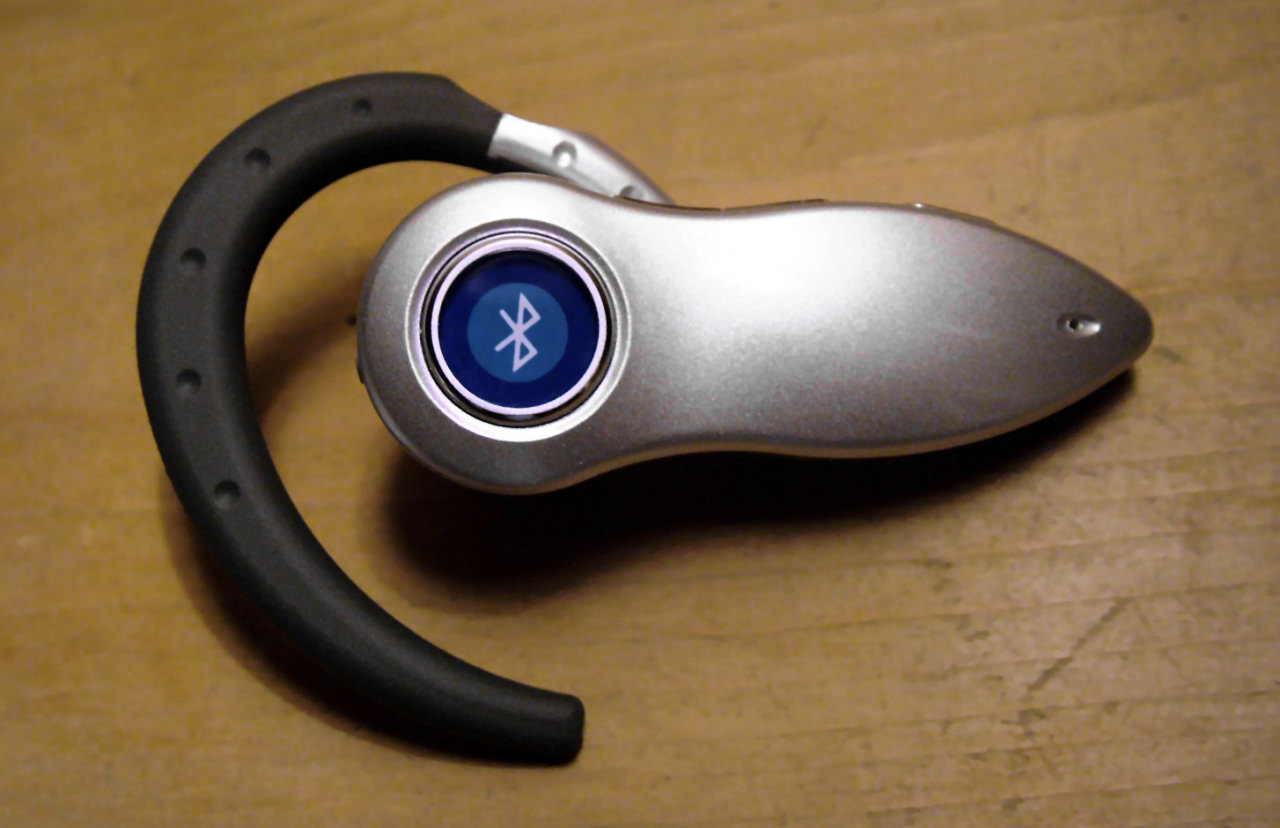
Handsfree Bluetooth

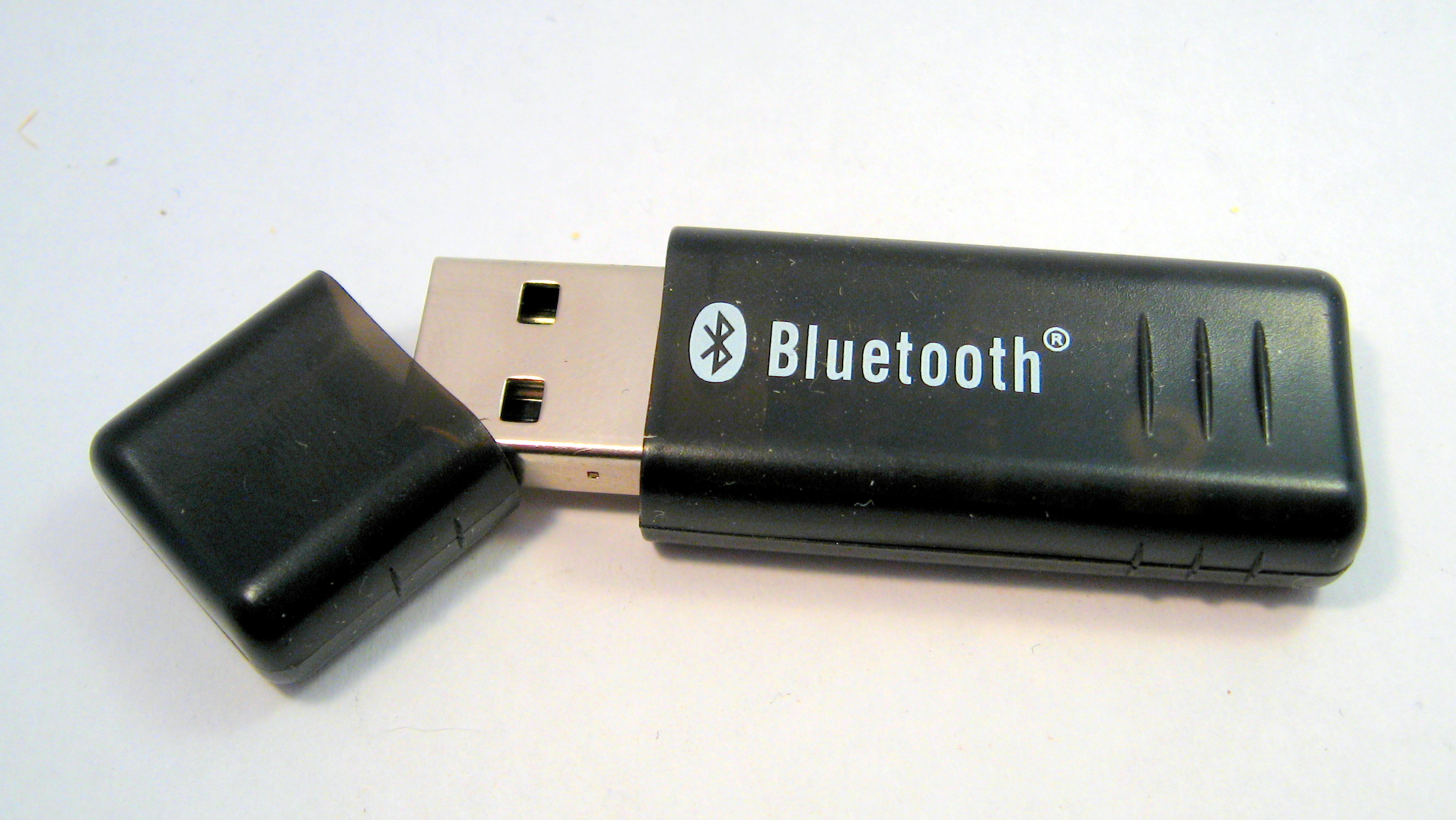
USB-Bluetooth

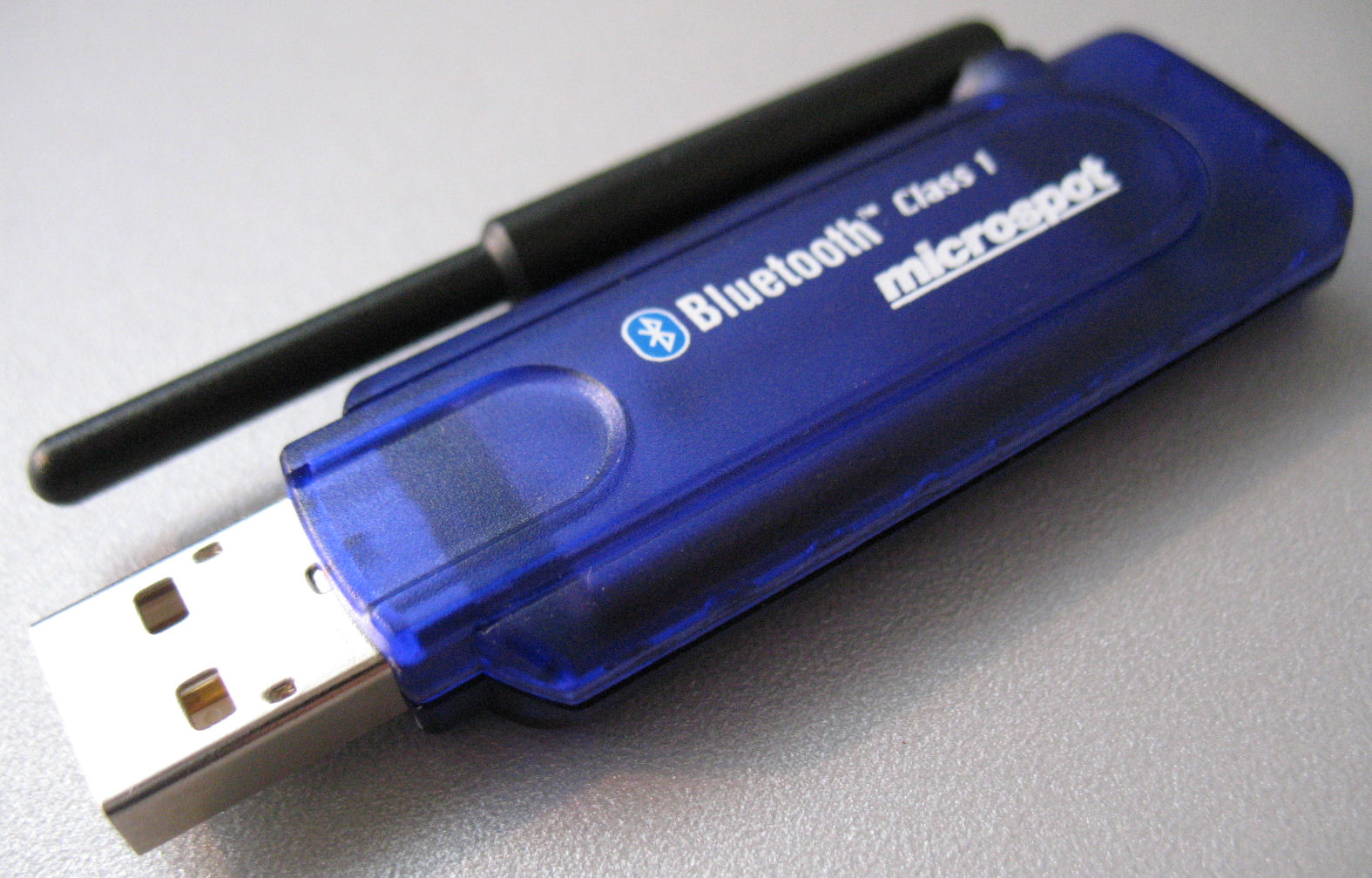
Transmitator Bluetooth pentru PC

„Bluetooth” este o traducere în engleză a cuvântului scandinav Blåtand/Blåtann, cum era supranumit regele vikingilor Harald I al Danemarcei din secolul al X-lea. Harald I era renumit ca fiind foarte comunicativ, unul dintre scopurile sale era să determine oamenii să comunice între ei și în timpul domniei sale Danemarca și Norvegia au fost unite. În română bluetooth s-ar traduce „dinte albastru”.
Logo-ul Bluetooth își are originile tot în istoria nordică. Pictograma este o combinație a inițialelor regelui Harald, Hagal și Bjarkan. Aceste simboluri provin dintr-un alfabet runic, folosit încă din secolul al IX-lea.

## Istoric
Specificația Bluetooth a fost formulată pentru prima dată în 1994 de Sven Mattisson și Jaap Haartsen, muncitori în orașul Lund, Suedia, la divizia de telefonie mobilă a companiei Ericsson. La 20 mai 1998 a fost fondată gruparea Bluetooth Special Interest Group (SIG), care are rolul de a gestiona tehnologia Bluetooth și de a urmări evoluția acestei tehnologii.
- 1994: crearea standardului de către de Sven Mattisson și Jaap Haartsen la compania Ericsson
- 1998: IBM, Intel, Nokia și Toshiba sunt partenere cu Ericsson pentru formarea grupului Bluetooth Special Interest Group (SIG)
- 1999: apare specificația 1.0, apoi 1.0B
- 1999: Ericsson a lansat primul telefon dotat cu Bluetooth, modelul Ericsson T39 [2]
- 2006: cea de-a doua generație Bluetooth v2.0 (apoi V2.1 în 2007). Noul standard a inclus și tehnologia ultrawideband UWB
- 2009: standardul Bluetooth 3.0 și varianta HS (High Speed),
- 2010: apariția Bluetooth 4.0 mai puternică și mai puțin consumatoare de energie, Bluetooth Low Energy, (BLE) sau Wibree.
- 2013: lansarea versiunii 4.1
- 2016: lansarea versiunii 5.

## Domenii de aplicare
Lista de aplicații ale tehnologiei Bluetooth include:
- Dispozitive mobile: Comunicare wireless cu smartphone-uri iOS și Android, tablete, dispozitive de fitness. Rețea wireless între PC-uri într-un spațiu închis și unde este necesară o lățime de bandă mică. Comunicații wireless cu dispozitive de intrare și ieșire PC, cele mai frecvente fiind mouse, tastatură, imprimantă, difuzoare wireless portabile, căști audio, USB, GPS.
- Audio și divertisment: MP3 player, controlul wireless al consolelor de jocuri (Nintendo Wii și Sony PlayStation 3 folosesc tehnologia Bluetooth).
- Industrie: au fost dezvoltate produse industriale bazate pe Bluetooth care sunt utilizate într-o mare varietate pentru automatizarea industrială și comunicarea fără fir între diferitele componente ale mașinilor.
- Industria auto: comunicare wireless între telefoane mobile cu transmițătoare GSM încorporate, sistemul stereo auto compatibil Bluetooth.
- Medicină: Monitoarele de glucoză din sânge, pulsometrele, inhalatoarele pentru astm și alte dispozitive medicale care pot fi purtate, utilizează tehnologia Bluetooth pentru a ajuta la administrarea medicamentelor, la diagnosticarea leziunilor și la transmiterea în siguranță a informațiilor critice de la pacienți la furnizori.
- Domotică: Bluetooth permite controlul automat, centralizat al sistemelor esențiale ale unei clădiri, incluzând încălzirea, ventilația și aerul condiționat, iluminatul, sistemele de securitate. [3]

## Specificații și trăsături
Printr-o rețea Bluetooth se poate face schimb de informații între diverse aparate precum telefoane mobile, laptop-uri, calculatoare personale, imprimante, camere foto și video digitale sau console video prin unde radio criptate (sigure) și de rază mică, desigur numai dacă aparatele respective sunt înzestrate și cu Bluetooth.
Aparatele care dispun de Bluetooth comunică între ele atunci când se află în aceeași rază de acțiune. Ele folosesc un sistem de comunicații radio, așa că nu este nevoie să fie poziționate față în față pentru a transmite; dacă transmisia este suficient de puternică, ele pot fi chiar și în camere diferite. 
| Clasa   | Puterea maximă permisă (mW) | Puterea maximă permisă (dBm) | Raza (aproximativă) |
| ------- | --------------------------- | ---------------------------- | ------------------- |
| Clasa 1 | 100 mW                      | 20 dBm                       | ~100 metri          |
| Clasa 2 | 2,5 mW                      | 4 dBm                        | ~10 metri           |
| Clasa 3 | 1 mW                        | 0 dBm                        | ~1 metru            |

### Bluetooth 1.0 și 1.0B
Versiunile 1.0 și 1.0B au avut multe probleme tehnice.

### Bluetooth 1.1
- Standardizat în 2002 sub IEEE 802.15.1-2002
- Multe din erorile găsite la versiunea 1.0B au fost reparate
- Suport pentru canale necriptate
- A fost adăugat un indicator al puterii semnalului de transmisie

### Bluetooth 1.2
- Standardizat în 2005 sub IEEE 802.15.1-2005
- Aceasta versiune este compatibilă cu 1.1.
- Viteza practică a transmisiei de date a fost mărită la 721 kbps, la fel ca la versiunea 1.1

### Bluetooth 2.0 + EDR
Această versiune publicată în 2004, este compatibilă înapoi cu versiunile 1.x. Principala îmbunătățire este introducerea unei viteze de transmisie mai mari numite Enhanced Data Rate, care permite o viteză de 3,2 Mbps. Îmbunătățirea a creat următoarele efecte:
- viteza de transmisie de 3 ori mai mare,
- consum de energie mai mic,
- rata erorilor de transmisie (BER - bit error rate) mai scăzută.

### Bluetooth 2.1 + EDR
Versiune publicată în 2007. Oferă numeroase alte îmbunătățiri, printre care Extended inquiry response (EIR).

### Bluetooth v3.0 + HS
Versiunea 3.0 High Speed a fost adoptată de către Bluetooth SIG în data de 21 aprilie 2009. Bluetooth 3.0 îmbunătățește viteza de transfer teoretică până la 24 Mb/s. Saltul vitezei a fost posibil datorită introducerii unei legături 802.11. Vitezele îmbunătățite nu pot fi prezente și în cadrul unei conexiuni cu un standard mai vechi datorită lipsei legăturii 802.11 în dispozitivele de generație mai veche.

### Bluetooth v4.0 + LE
Versiunea 4.0 a tehnologiei Bluetooth Specification (numită Bluetooth Smart) a fost adoptată la 30 iunie 2010. Aceasta include protocoalele Bluetooth High Speed și Bluetooth Low Energy (BLE). Bluetooth Low Energy, cunoscut anterior sub numele de Wibree, este un subset al tehnologiei Bluetooth v4.0, destinat aplicațiilor de putere foarte scăzută destinat să asigure un consum de energie și costuri considerabil reduse.

### Bluetooth v4.1
Versiune publicată în 2013.

### Bluetooth v4.2
Versiune lansată pe 2 decembrie 2014 introduce caracteristici pentru Internet of Things.

### Bluetooth v5.0
Lansat în decembrie 2016. Noile sale caracteristici se concentrează în principal pe tehnologia emergentă a Internet of Things. 
Bluetooth 5 oferă trei îmbunătățiri majore de caracteristici comparativ cu versiunile anterioare: 
- viteză de transfer de date dublă de la 1 Mbps la 2 Mbps și timpii de transmisie sunt reduși la jumătate
- rază de acțiune de patru ori mai mare (în spațiu liber, raza de acțiune a semnalelor Bluetooth se așteaptă a depăși 1000 m utilizând același nivel de energie)
- dimensiune de pachet de publicitate de opt ori mai mare.

Samsung a lansat Galaxy S8 cu suport Bluetooth 5 în aprilie 2017, în septembrie 2017 iPhone 8, iPhone 8 Plus și iPhone X au asistență Bluetooth 5. De asemenea Apple a integrat și Bluetooth v5.0 în noua lor ofertă HomePod lansată pe 9 februarie 2018.
Caracteristicile îmbunătățite oferite de Bluetooth 5 pavează calea către numeroase aplicații noi pentru IIoT (Industry 4.0). Exemplele includ upgrade de firmware, rețele senzoriale industriale mari, urmărirea bunurilor, clădiri conectate și control industrial de timp real.

#### Bluetooth v5.1
Apărută în ianuarie 2019 cu principala noutate de cunoaștere a locațiilor altor dispozitive la care sunt conectate. 

#### Bluetooth v5.2
Introdusă în 2020, versiunea aduce îmbunătățiri semnificative în modul de frecvență radio Bluetooth LE (Low Energy). Printre alte caracteristici noi sunt: 
- noul profil EATT (Enhanced Attribute Protocol), care îmbunătățește performanța atunci când există mai multe dispozitive BLE conectate simultan
- securitate crescută prin realizarea conexiunilor criptate implicite sub profilul EATT
- consumul este redus și stabilitatea semnalului este crescută permițând optimizarea dinamică a puterii de transmisie (LE Power Control)
- este permisă trimiterea audio către mai multe dispozitive în mod sincron (Canale izocrone LE).

#### Bluetooth v5.3
Versiune din 2022 ce oferă un consum mai mic, conexiuni cu mai puține interferențe și o securitate mai mare a conexiunii.

#### Bluetooth v5.4
Lansată în 2023, ultima versiune v5 permite o comunicare bidirecțională sigură între un punct de acces fără fir (AP) și mii de noduri finale de putere foarte mică.

### Bluetooth v6.0
Anunțată în 2024, noua versiune a standardului aduce îmbunătățiri importante și caracteristici noi:
- Tehnologia Channel Sounding, prin care două dispozitive cu Bluetooth 6.0 vor putea identifica mai bine distanța dintre ele, pe o arie largă și cu o precizie de până la un singur centimetru. Noi posibilități pentru aplicații bazate pe proximitate.

- Îmbunătățiri semnificative pentru aplicațiile de localizare de tip Find My.

- Transfer de date mai eficient prin transmiterea de cadre de date mari în pachete la nivel de legătură mai mici, care ar putea duce la o gestionare mai eficientă a energiei și la o experiență de utilizare mai fluidă.

- Optimizări ale canalelor radio și ale modului în care sunt transmise datele.

Apple ar putea folosi atât tehnologiile Bluetooth 6.0, cât și Ultra-wideband împreună pentru a îmbunătăți Localizarea de Precizie pentru noile modele de iPhone, dar și pentru AirTags.

## Specificații tehnice

### Hardware
Componenta hard a Bluetooth constă într-o parte analogică radio și o parte digitală, Host
Controller (HC). HC conține o parte de procesare a semnalului digital, numit Link Controller (LC), un nucleu de procesor (CPU core) și interfețele cu mediul gazdă. LC constă într-o structură hard care realizează procesări la nivelul benzii de bază (BB) și al protocoalelor stratului fizic. Între funcțiile LC sunt incluse transferurile asincrone și sincrone, codarea audio și criptarea.

CPU core permite modulului Bluetooth să mânuiască procedurile Inquiry și să filtreze
cererile Page fără a implica dispozitivul gazdă. Soft-ul Link Manager (LM) rulează în CPU core, descoperă alte LM-uri și comunică cu ele prin intermediul Link Manager Protocol (LMP).

### Software
Pentru a asigura compatibilitatea între diverse implementări hard, dispozitivele hard utilizează Host Controller Interface (HCI) ca o interfață comună între gazda Bluetooth (un laptop) și nucleul Bluetooth.

Protocoalele nivelelor superioare, precum Service Discovery Protocol (SDP), RFCOMM și Telephony Control protocol (TCS) sunt interfațate cu serviciile din banda de bază prin intermediul Logic Link Control and Adaptation Protocol (L2CAP). Printre sarcinile pe care le are L2CAP se numără segmentarea și reasamblarea pentru a permite pachetelor de date mai mari să fie transportate printr-o conexiune Bluetooth în banda de bază. 

SDP permite aplicațiilor să afle informații despre serviciile disponibile și despre caracteristicile acestora când, de exemplu dispozitivele sunt mutate sau închise.

### Protocoale Bluetooth

Stiva de protocoale bluetooth

Standardul Bluetooth utilizează o varietate de protocoale pentru schimbul wireless de date constând din protocoale de bază, protocoale de înlocuire a cablurilor, protocoale de control telefonic și protocoale adoptate. 

Stiva de protocoale permite Bluetooth să descopere ce servicii pot acestea oferi și să utilizeze aceste servicii. Diferite protocoale sunt utilizate pentru diferite aplicații. 
Protocoale de bază
- Link Manager Protocol (LMP) este responsabil de stabilirea și controlul legăturii între dispozitivele Bluetooth, incluzând controlul și negocierea dimensiunilor pachetelor din banda de bază. Mai este de asemenea utilizat și în procedurile de securizare: autentificare și criptare. LMP controlează de asemenea modurile energetice și ciclurile de lucru ale dispozitivelor radio Bluetooth și stările conexiunilor unei unități Bluetooth într-o rețea.

- Logical Link Control and Adaptation Protocol (L2CAP) suportă pentru protocoalele superioare proceduri de multiplexare, de segmentare și reasamblare a pachetelor și de control a calității serviciilor (Quality of Service - QoS). L2CAP permite protocoalelor și aplicațiilor de nivel superior să transmită și să primească pachete de date de până la 64 kB lungime.  Informațiile audio pot fi împachetate și trimise și utilizând protocoale de comunicație prin legături la nivelul L2CAP.

- Service Discovery Protocol (SDP) este un element important în cadrul Bluetooth, deoarece SD stă la baza tuturor modelelor de utilizare. Cu ajutorul SDP, informațiile despre dispozitive, servicii și caracteristici ale dispozitivelor pot fi tabelate în liste, cu ajutorul cărora utilizatorul, cunoscând astfel serviciile dispozitivelor din vecinătate, poate selecta între aceste servicii. După aceasta, se pot stabili conexiuni cu unul sau mai multe dispozitive Bluetooth.

Protocoale de înlocuire a cablurilor
- Radio Frequency Communication (RFCOMM) oferă o interfață serială asemănătoare cu RS-232.

Protocoale de control telefonic
- Telephony Control Specification Binary (TCS BIN) este un protocol folosit pentru controlul comunicatiilor telefonice cu flux audio sau de date.
- HTTP (HyperText Transfer Protocol) și FTP (File Transfer Protocol) sunt protocoale adiționale care pot fi adăugate ca protocoale de bază.

Protocoale adoptate

Protocoalele adoptate sunt protocoale definite de alte organizații de standardizare și integrate în arhitectura Bluetooth: 
- Point-to-Point Protocol (PPP) este un protocol de transmisie pentru internet,  printr-o legătură Point-to-Point.
- User Datagram Protocol (UDP), Transmission Control Protocol (TCP) și Internet Protocol (IP) sunt protocoale utilizate pentru suita TCP/IP
- Object Exchange Protocol (OBEX) protocol de comunicații care facilitează schimbul de obiecte binare (transfer de date în format vCard și vCalendar)
- Infrared Mobile Communicaion (IrMC), protocol IrDA ce permite sincronizarea acestor tipuri de obiecte.
- Wireless Application Environment (WAE)/Wireless Application Protocol (WAP) standarde pentru accesarea informațiilor printr-o rețea wireless mobilă. [6][7]

### Profile Bluetooth
Pentru ca un dispozitiv să poată utiliza serviciile Bluetooth oferite sau să le ofere el însuși, acesta trebuie să fie compatibil cu diverse profiluri. Un profil Bluetooth se bazează întotdeauna pe specificațiile generale Bluetooth și, opțional, pe protocoale sau specificații suplimentare. Profilurile specifică modul de utilizare a stivei de protocoale Bluetooth pentru a asigura interoperabilitatea dispozitivelor. De asemenea specifică comportamentele generale pe care dispozitivele Bluetooth le utilizează pentru a comunica cu alte dispozitive Bluetooth. Numărul de profiluri continuă să crească odată cu apariția de noi aplicații. 
- Advanced Audio Distribution Profile (A2DP): transmitere (streaming) a datelor audio
- Audio/Video Remote Control Profile (AVRCP): telecomandă pentru audio/video
- Basic Imaging Profile (BIP): transmiterea de imagini
- Basic Printing Profile (BPP): imprimare
- Common ISDN Access Profile (CIP): conexiuni ISDN prin CAPI
- Cordless Telephony Profile (CTP): telefonie fără fir
- Device ID Profile (DIP): informații suplimentare despre clasa Bluetooth a dispozitivului
- Dial-up Networking Profile (DUN): Conexiune internet dial-up
- Extended Service Discovery Profile (ESDP): descoperire avansată a serviciului
- Fax Profile (FAX): fax
- File Transfer Profile (FTP): transfer de fișiere
- Generic Access Profile (GAP): control al accesului
- Generic Attribute Profile (GATT): date de la senzori, transmisie eficientă din punct de vedere energetic a unor cantități mici de date (Bluetooth Low Energy).
- Generic Audio/Video Distribution Profile (GAVDP): transmisie de date audio/video
- Generic Object Exchange Profile (GOEP): schimb de obiecte binare
- Hard Copy Cable Replacement Profile (HCRP): cerere de imprimare
- Health Device Profile (HDP): conexiune sigură între dispozitivele medicale
- Hands-Free Profile (HFP): pentru dispozitive hands-free (auto)
- Human Interface Device Profile (HID): Interfețe cu utilizatorul
- Headset Profile (HSP): recepție audio prin setul de căști
- Intercom Profile (ICP): radiotelefon
- LAN Access Profile (LAP): conectare la rețea PPP
- Message Access Profile (MAP): mesaje între dispozitive
- Mesh Profile (MESH): comunicații într-o rețea Bluetooth Mesh
- OBject EXchange (OBEX): transfer generic de date între două dispozitive
- Object Push Profile (OPP): trimiterea fișierelor individuale (imagini, muzică, cărți de vizită, întâlniri)
- Personal Area Networking Profile (PAN): conexiuni în rețea
- Phone Book Access Profile (PBAP, PBA): accesul la agenda telefonică
- Proximity Profile (PXP): permite monitorizarea între două dispozitive în proximitate
- SIM Access Profile (SAP, SIM, rSAP): accesul la cartela SIM
- Synchronous Connection-Oriented link (SCO): conecțiune sincronizată (microfonul și căștile)
- Service Discovery Application Profile (SDAP): determinarea profilelor existente
- Serial Port Profile (SPP): transmiterea de date seriale
- Synchronization Profile (SYNCH): permite sincronizarea elementelor managerului de informații personale (PIM).
- Synchronisation Mark-up Language Profile (SyncML):  sincronizarea datelor între dispozitive.
- Video Distribution Profile (VDP): transmiterea datelor video
- Wireless Application Protocol Bearer (WAPB): transmiterea WAP pe un protocol Point-to-Point pe Bluetooth. [9][10]

## Rețele Bluetooth
Rețelele Bluetooth sunt rețele dinamice create ad-hoc, care se formează, se modifică și se dizolvă permanent.

### Piconet
Un grup de dispozitive Bluetooth care folosesc același canal pentru a comunica între ele poartă numele de piconet. Un piconet este o rețea cu o configurație de tip stea. Dispozitivul central are rolul de master celelalte dispozitive funcționează ca slave. 

Scatternet este o rețea ce poate fi formată prin conexiunea a două sau mai multe rețele tip piconet. 

### Bluetooth Mesh
Într-o rețea mesh, toate nodurile din rețea comunică între ele, amplificând semnalul și extind intervalul de utilizare. Rețeaua Bluetooth Mesh permite crearea de rețele wireless many-to-many (m:m) de mari dimensiuni de câteva zeci, sute sau mii de dispozitive pentru a comunica între ele. Specificațiile Bluetooth Mesh au fost definite prin specificațiile Mesh Profile și Mesh Model  de către Bluetooth Special Interest Group (Bluetooth SIG) și au fost lansate la scurt timp după lansarea specificațiilor Bluetooth v5. Bluetooth Mesh poate fi folosit de către orice dispozitiv compatibil cu Bluetooth v4.0 sau v5.0. 
- Mesh Profile: definește cerințele fundamentale pentru a permite o soluție interoperabilă de rețea pentru tehnologia Bluetooth LE
- Mesh Model: introduce modele utilizate pentru a defini funcționalitatea de bază a nodurilor dintr-o rețea
- Mesh Device Properties: definește proprietățile dispozitivului necesare pentru specificația Mesh Model. [14]

## Securitatea în Bluetooth
Sistemul de securitate al tehnologiei Bluetooth are la bază algoritmul de criptare SAFER+. Există mai multe metode pentru a asigura securitatea unei legături Bluetooth:
- Autentificarea, prin care se verifică identitatea fiecărui dispozitiv din rețea.
- Pairing, este o procedură prin care se autentifică două dispozitive, bazată pe stabilirea de comun acord a unei parole care se introduce de către utilizatorii ambelor dispozitive. În urma procedurii de pairing, cele doua dispozitive apar unul celuilalt ca fiind  sigure. Procedura de pairing pentru două dispozitive se realizează o singura dată, nefiind necesară la urmatoarele conexiuni între cele două dispozitive.

- Autorizarea, este procesul prin care se decide care dispozitiv din raza de acoperire are sau nu voie sa acceseze un anumit serviciu.
- Criptarea, asigură confidențialitatea datelor trimise. Se folosește o cheie cu lungimea între 8 si 128 biți.

Tehnologia Bluetooth și dispozitivele asociate sunt susceptibile la amenințări generale din rețea wireless, și de asemenea, de atacuri specifice legate de Bluetooth, cum ar fi:

### Bluejacking
Bluejacking este un atac efectuat asupra telefoanelor mobile cu funcția Bluetooth prin trimiterea de mesaje nesolicitate către utilizatorul unei conexiuni Bluetooth activată. Mesajele nu dăunează dispozitivului, dar pot atrage atenția utilizatorul să răspundă într-un mod sau să adauge noul contact în agenda telefonică a dispozitivului. 

### Bluebugging
Bluebugging exploatează un defect de securitate în firmware-ul unor dispozitive Bluetooth mai vechi pentru a avea acces la dispozitiv și la comenzile sale. Acest atac permite accesul la date, plasarea apelurilor telefonice, interceptarea apelurilor telefonice, trimite mesaje și exploatează alte servicii sau funcții oferite de dispozitiv.

### Bluesnarfing
Bluesnarfing permite obtinerea accesului la un dispozitiv compatibil Bluetooth exploatând un defect de firmware în dispozitive mai vechi. Acest atac forțează o conexiune la un dispozitiv Bluetooth, permițând accesul la datele stocate pe dispozitiv, inclusiv IMEI pentru a direcționa toate apelurile primite de la dispozitivul utilizatorului către dispozitivul atacatorului.

Bluesniping a apărut ca o formă specifică de Bluesnarfing, eficientă pe arii mai extinse.

### Car Whisperer
Car Whisperer este o tehnică de hacking care poate fi folosită de atacatori pentru a accesa sistemul bluetooth handsfree instalat în automobile pentru a intercepta conversația din interiorul unei mașini.

## Vezi și
- Marketing de proximitate
- Piconet

## Legături externe
- Pagina web